# Claude Picard
Pour l’article homonyme, voir Picard (homonymie).
Claude T. Picard est un peintre canadien.

## Biographie
Claude Picard naît le 11 février 1932 à Edmundston, au Nouveau-Brunswick. Il est le cadet des dix enfants de Vital Picard, employé au Canadien National, et de Bridget Toomey. Il réside toujours à cet endroit. Il se fait tôt reconnaître et gagne un prix national lors d'un concours en 1946, pour son aquarelle Robin des Bois. Il termine son cours classique au Collège Saint-Louis de sa ville natale. De 1956 à 1959, il fait un voyage d'études en Europe, où il se perfectionne chez les maîtres Mazzoli, Stultus et Beddini, à Florence et à Rome. En 1963, Claude Picard épouse Jeanne Soucy, d'Edmundston ; le couple a deux enfants, Brigitte et Lucie. Claude Picard reçoit des bourses du Conseil des Arts du Canada en 1982 et en 1992.
Il a étudié l'art avec Paul Carmel Laporte à Edmundston.
Il meurt le 13 septembre 2012 à l'hôpital régional d'Edmundston, des suites d'un cancer de la vessie.

## Œuvres et style
En 1960, il peint deux murales pour l'église Notre-Dame-des-Flots de Lamèque. En 1966, il reçoit une commande pour la murale Le Découvreur au CCNB-Edmundston. En 1982, il réalise le tableau officiel de l'ancien lieutenant gouverneur Hédard Robichaud. En 1985, il réalise la murale La Vie au Madawaska 1785-1985 à l'hôtel de ville d'Edmundston. En 1986, il gagne la compétition de Parcs Canada pour six tableaux historiques au lieu historique national de Grand-Pré.
En 1992, il peint quatre tableaux sur l'histoire des Acadiens pour le musée de la citadelle de Belle-Île-en-Mer, en France. Il réalise aussi les murales Se garder jeune pour le club d'âge d'Or de Saint-Basile et Il leur impose les mains, pour l'église de Saint-Jacques.
En 2001, il reçoit le contrat de la murale historique des fondateurs des cercles d'études des Caisses populaires acadiennes, à Caraquet. En 2005, il réalise les six murales Les Grandes heures du peuple acadien au musée acadien de l'Île-du-Prince-Édouard. En 2011, il réalise un tableau sur la bataille de la Ristigouche.
Il effectue des portraits à la sanguine pour tous les membres du Temple de la renommée sportive d'Edmundston. Il effectue aussi des portraits pour celui de Campbellton.
Ses œuvres sont également exposées à l'Assemblée législative du Nouveau-Brunswick, à Bibliothèque et Archives Canada, au Musée du Nouveau-Brunswick, au Sénat du Canada et à l'Université de Moncton.
Une rétrospective de sa carrière est présentée en 2010 au Musée historique du Madawaska.
Il est l'un des rares artistes néo-brunswickois à pouvoir vivre de son art.

## Distinctions
Claude Picard reçoit de nombreux prix au cours de sa carrière. De plus, une salle du musée acadien de l'Île-du-Prince-Édouard porte son nom. Sa toile Le Départ vers l'exil 1755 figure sur un pli premier jour officiel le 15 août 2005.
- 1990 : Gold Professional Award, Société des graphistes du Canada[2];
- 1992 : médaille commémorative du 125e anniversaire du Canada[2];
- 1996 : docteur honoris causa en arts visuels, université de Moncton[2];
- 2004 : personnalité Richelieu, Club Richelieu d'Edmundston[2];
- 2004 : prix Miller Brittain, Conseil des arts du Nouveau-Brunswick[2];
- 2005 : honoré par la cité d'Edmundston pour son « implication à l'avancement des arts »[2];
- 2005 : prix La petite Nyctale, musée acadien de l'Île-du-Prince-Édouard[2];
- 2006 : intronisation au Temple de la renommée des Arts d'Edmundston[2];
- 2006 : prix Louis-Napoléon-Dugal, Société des Acadiens et des Acadiennes du Nouveau-Brunswick[2];
- 2010 : intronisation au Temple de la renommée des arts du Madawaska[3];
- 2012 : médaille du Jubilé de diamant de la Reine Élisabeth II[3].

## Collaboration littéraire
- 1978 : Le Mensonge - Chronique des années de crise, Ed. Encres  (ISBN 9782862220055)